# Marc Riolacci
 (janvier 2020).
Si vous disposez d'ouvrages ou d'articles de référence ou si vous connaissez des sites web de qualité traitant du thème abordé ici, merci de compléter l'article en donnant les références utiles à sa vérifiabilité et en les liant à la section « Notes et références ».
Marc Riolacci, né le 3 avril 1945 à Cần Thơ en Cochinchine française (aujourd'hui au Viêt Nam) et mort le 13 janvier 2020, dans le 5e arrondissement de Marseille, est le président de la Ligue corse de football et membre du Conseil fédéral de la Fédération française de football.